# Жоао Марио
Жоао Марио Навал да Коста Едуардо (порт. João Mário Naval da Costa Eduardo; Порто, 19. јануар 1993) је португалски професионални фудбалер који тренутно наступа за Бешикташ као позајмљени играч Бенфике.

## Каријера
Након кратке омладинске каријере са локалним ФК Порто у његовом родном граду, Жоао Марио се преселио у Спортинг 2004, а завршавао је омладинску каријеру са клубом у Лисабону. 14. децембра 2011. године позван је на утакмицу групе УЕФА лига Европе против Лација, када су Лавови већ осигурали прво место у својој групи, ушао је у 76. минуту при резултату 0-2, након што је заменио Огучија Оњевуа.
Прва пуна сезона Жоа Мариа као сениора била је 2012/13, када се појавио у 31 утакмици (30 као почетник) за Спортинг Б у Сегунда лиги, док је тим завршио на четвртом месту. Дана 8. јануара 2014. био је позајмљен Виторији Сетубал за преостали део кампање, почевши од свих утакмица, осим на једној од Примеира лиге, појавио се и гласао за најбољег младог играча у јануару и фебруару. Игра у Интеру, а током 2018. играо је у Вест Хем Јунајтеду.

## Интернационална каријера
За репрезентацију је дебитовао 11. октобра 2014. одигравши 14 минута пријатељског меча против Француске у Паризу. 

## Клупске статистике
| Клуб              | Сезона            | Лига              | Лига     | Лига   | Куп      | Куп    | Куп Лиге | Куп Лиге | Европа   | Европа | Укупно   | Укупно |
| Клуб              | Сезона            | Дивизија          | Утакмице | Голови | Утакмице | Голови | Утакмице | Голови   | Утакмице | Голови | Утакмице | Голови |
| ----------------- | ----------------- | ----------------- | -------- | ------ | -------- | ------ | -------- | -------- | -------- | ------ | -------- | ------ |
| Спортинг Лисабон  | 2011–12           | Премиера Лига     | 0        | 0      | 0        | 0      | 0        | 0        | 0        | 0      | 0        |        |
| Спортинг Лисабон  | 2012–13           | Премиера Лига     | 1        | 0      | 0        | 0      | 0        | 0        | 0        | 0      | 0        | 0      |
| Спортинг Лисабон  | 2014–15           | Премиера Лига     | 30       | 5      | 6        | 2      | 0        | 0        | 8        | 0      | 0        | 7      |
| Спортинг Лисабон  | 2015–16           | Премиера Лига     | 33       | 6      | 2        | 0      | 2        | 0        | 7        | 1      | 1        | 7      |
| Спортинг Лисабон  | Спортинг Лисабон  | Спортинг Лисабон  | 64       | 11     | 8        | 2      | 2        | 0        | 16       | 1      | 1        | 14     |
| Виторија Сетубал  | 2013–14           | Премиера Лига     | 15       | 0      | 0        | 0      | 1        | 0        | —        | —      | —        | —      |
| Виторија Сетубал  | Викторија Сетубал | Викторија Сетубал | 15       | 0      | 0        | 0      | 0        | 0        | —        | —      | —        | —      |
| Интер             | 2016–17           | Серија А          | 30       | 3      | 2        | 0      | —        | —        | 0        | 0      | 0        | 0      |
| Интер             | 2017–18           | Серија А          | 14       | 0      | 1        | 0      | —        | —        | —        | —      | 0        | 0      |
| Интер             | Интер Милано      | Интер Милано      | 44       | 3      | 3        | 0      | —        | —        | 0        | 0      | 0        | 0      |
| Вест Хем Јунајтед | 2017–18           | Премијер Лига     | 6        | 1      | 1        | 0      | —        | —        | —        | —      | —        | —      |
| Укупно            | Укупно            | Укупно            | 131      | 15     | 12       | 2      | 3        | 0        | 16       | 1      | 1        | 0      |

## Највећи успеси

### Спортинг Лисабон
- Првенство Португалије (1) : 2020/21.
- Куп Португалије (1) : 2014/15.
- Лига куп Португалије (1) : 2020/21.
- Суперкуп Португалије (1) : 2015.

### Бенфика
- Првенство Португалије (1) : 2022/23.
- Суперкуп Португалије (1) : 2023.

### Репрезентација Португалије
- Европско првенство (1) : 2016,
- Европско првенство до 21 : финале 2015.

## Рефернце
1. ↑  „Архивирана копија”. Архивирано из оригинала 05. 05. 2019. г. Приступљено 13. 03. 2019.
2. ↑  „Clinical Lazio through after Sporting triumph”. UEFA. 14. 12. 2011. Приступљено 6. 6. 2013.
3. ↑  „João Mário emprestado ao V. Setúbal” [João Mário loaned to V. Setúbal]. O Jogo (на језику: Portuguese). 8. 1. 2014. Архивирано из оригинала 08. 11. 2017. г. Приступљено 12. 10. 2016.
4. ↑  „João Mário (Vitória de Setúbal) eleito melhor jogador jovem janeiro/fevereiro” [João Mário (Vitória de Setúbal) voted best young player for January/February]. Expresso (на језику: Portuguese). 4. 3. 2014. Архивирано из оригинала 07. 11. 2017. г. Приступљено 12. 10. 2016.
5. ↑  Godinho, João Paulo (31. 5. 2015). „Sporting faz a festa da Taça nos penáltis” [Sporting get Cup party going on penalties] (на језику: Portuguese). SAPO. Приступљено 19. 6. 2015.
6. ↑  „Sporting Lisbon stage remarkable comeback after having man sent off and going 2–0 down after half hour... to win Portuguese Cup on penalties against Braga”. Daily Mail. 1. 6. 2015. Приступљено 21. 6. 2015.